# Krâchéh (prowincja)
Krâchéh (khm. ក្រចេះ) – prowincja we wschodniej Kambodży. W 1998 roku zamieszkana przez 263 175 osób. Dziesięć lat później miała już prawie 320 tysięcy mieszkańców.
Prowincja podzielona jest na 5 dystryktów:
- Chhlong
- Krâchéh
- Prêk Prâsâp
- Sâmbor
- Snuŏl